# Christopher Schreiber
Christopher Schreiber (* 9. Juni 1992 in Berlin) ist ein deutscher Basketballtrainer.

## Leben
Schreiber war als Trainer erstmals beim VfL Lichtenrade in seiner Heimatstadt Berlin beschäftigt. Des Weiteren war er Verbandstrainer beim Berliner Basketball Verband. Im Juli 2012 absolvierte Schreiber erfolgreich die B-Lizenz des DBB. Zu der Zeit war er als Jugendtrainer beim RSV Eintracht 1949 tätig. Für den Verein arbeitete er insgesamt vier Jahre und betreute unter anderem die Mannschaft der vom RSV mitbetriebenen Spielgemeinschaft IBBA Berlin in der Jugend-Basketball-Bundesliga.
Im Sommer 2014 zog es Schreiber nach Rostock. Beim EBC Rostock übernahm er die männliche U14-Mannschaft des Vereins, die EBC Rostock Talents in der 2. Regionalliga und wurde Co-Trainer der ProB-Mannschaft der Rostock Seawolves. Nach einer Saison einigten sich Rostock und Schreiber auf eine Vertragsauflösung. Von 2015 bis 2017 arbeitete er im Nachwuchsbereich des Mitteldeutschen BC und durchlief eine bereits in Rostock begonnene Ausbildung zum Sport- und Fitnesskaufmann.
Im Sommer 2017 heuerte Schreiber bei Science City Jena an. Er übernahm dort das Farmteam in der 1. Regionalliga. Im August 2018 wechselte Schreiber wieder nach Weißenfels zum Mitteldeutschen Basketball Club. Er betreute hier die NBBL-Mannschaft der Mitteldeutschen Basketball Academy. Nach dem verpassten Klassenerhalt schaffte es Schreiber, sich mit seiner Mannschaft erneut für die NBBL zu qualifizieren. Parallel absolvierte Schreiber eine dreijährige berufsbegleitende Nachwuchstrainerausbildung.
Zur Saison 2019 fungierte er darüber hinaus als Co-Trainer beim ProB-Ligisten BG Bitterfeld-Sandersdorf-Wolfen 06 (BSW Sixers). Nach zwei Jahren als Co-Trainer übernahm Schreiber zur Saison 2021/22 das Amt des Cheftrainers. Die erste Saison als Cheftrainer in der ProB beendete seine Mannschaft auf dem sechsten Tabellenplatz. In den anschließenden Playoffs siegten die BSW Sixers im Achtelfinale mit 2:0 gegen die Basketball Löwen Erfurt und schieden danach im Viertelfinale gegen die SBB Baskets Wolmirstedt aus. Die zweite Saison als Cheftrainer (2022/23) der BSW Sixers schloss Schreiber mit seiner Mannschaft in der ProB-Nord auf dem zweiten Hauptrundenplatz ab. Das war in dieser Spielklasse zugleich die beste Saisonplatzierung in der Vereinsgeschichte. Im Achtelfinale setzte sich die Mannschaft gegen den TSV Oberhaching-Deisenhofen mit 2:0 durch. Die anschließende Viertelfinalserie gegen die Zweitvertretung der Skyliners Frankfurt gewann Schreiber mit seiner Mannschaft ebenfalls mit 2:0. Damit stand die Mannschaft im Halbfinale, dort unterlag man mit 0:2 gegen die EPG Baskets Koblenz. Noch während der laufenden Saison verlängerte Schreiber seinen auslaufenden Vertrag um ein weiteres Jahr.
Im März 2024 wurde Schreiber als Trainer der BG Bitterfeld-Sandersdorf-Wolfen 06 beurlaubt. Mit dem Beginn der Saison 2024/25 wurde er Co-Trainer beim Bundesligisten Mitteldeutscher BC.